# Abdurahman Waberi
Abdourahman A. Waberi (nacido el 20 de julio de 1965) es novelista, ensayista, poeta, académico y escritor de cuentos yibutiano.

## Biografía
Abdourahman Waberi nació en la ciudad de Yibuti en la costa somalí francesa, actual República de Yibuti. Se fue a Francia en 1985 para estudiar literatura inglesa. Trabajó como consultor literario para Editions Le Serpent à plumes, París, y como crítico literario para Le Monde Diplomatique. Ha sido miembro del jurado internacional del Premio Lettre Ulysses para el Art of Reportage (Arte del Reportaje) en Berlín, Alemania (2003 y 2004). 

## Carrera
Trabajó como profesor de inglés en Caen, Francia, donde ha vivido la mayor parte del tiempo desde 1985. Fue galardonado con varios honores, incluyendo el Stefan-George-Preis 2006, el Heinrich-Heine-Universität, el Gran premio literario del África Negra en 1996 y el premio "Mandat pour la liberté", otorgado por PEN France en 1998. En 2005, fue elegido entre los "50 escritores del futuro" por la revista literaria francesa Lire. 
De 2006 a 2007, vivió en Berlín como invitado del DAAD. En 2007, fue becario de Humanidades del Centro Donald y Susan Newhouse en el Wellesley College, EE. UU. Su obra está traducida a más de diez idiomas. En 2007, participó en el proyecto internacional de la Bolsa de Visiones. En 2010, fue miembro distinguido de William F. Podlich y profesor visitante en el Claremont McKenna College, California, miembro del jurado del Premio Literario Internacional de Dublín y miembro de la Academia de Francia Villa Médici en Roma, Italia. En mayo y junio de 2012, fue profesor visitante en la Universidad de Innsbruck, Austria. Su novela Transit fue finalista del premio al Mejor libro traducido (2013). Nancy Naomi Carlson recibió en 2013 una beca de traducción de literatura NEA por traducir su libro de poesía. Enseña ahora estudios franceses y francófonos y escritura creativa en la universidad de George Washington, Washington D. C..

## Trabajos traducidos al inglés
- The Land Without Shadows (cuentos), traducida por Jeanne Garane, precedida por Nuruddin Farah, University of Virginia Press, 2005
- In The United States of Africa (novela), traducción de David y Nicole Ball, prologada por Percival Everett, University of Nebraska Press, marzo de 2009.[3]
- Passage of Tears (novela), traducción de David y Nicole Ball, Seagull Books, 2011.
- Transit (novela), traducción de David y Nicole Ball, Indiana University Press, 2012.
- The Nomads, My Brothers, Go Out to Drink from the Big Dipper (poemas), traducido por Nancy Naomi Carlson, Seagull Books, 2015.
- Naming the Dawn (poemas), traducido por Nancy Naomi Carlson, Seagull Books, 2018.

## Libros
- Le Pays Sans Ombre ("La tierra sin sombra"), Serpent à plumes, París, 1994, ISBN 2-908957-31-0[4]
- Balbala, Serpent à plumes, París 1998, ISBN 2-07-042121-X
- Cahier nomade ("Libro del nómada"), Serpent à plumes, París, 1999 ISBN 2-84261-127-6
- L'oeil nomade ("Ojo de nómada"), CCFAR, Yibuti, 1997, ISBN 2-7384-5222-1
- Les Nomades, mes frères vont boire à, la Grande Ourse ("Los nómadas: mis hermanos van a beber en el Big Dipper") Pierron, Sarreguemines 2000 et Mémoire d'encrier, Montreal, 2013.
- Rift, rutas, rieles ("Rifts, caminos y rieles"), Gallimard, París 2001, ISBN 2-07-076023-5
- Tránsito, Gallimard, París 2003, ISBN 2-07-076874-0[4]
- Moisson de crânes ("Cosecha de calaveras"), Serpent à plumes, París 2004 ISBN 2-7538-0020-0
- Aux Etats Unis d'Afrique ("En los Estados Unidos de África"), Lattès, París 2006[4]
- Passage des larmes ("Trail of Tears"), Lattès, París, 2009.
- Dis-moi pour qui j’existe ?(roman), París, Jean-Claude Lattès, 2022.